# 빌리히

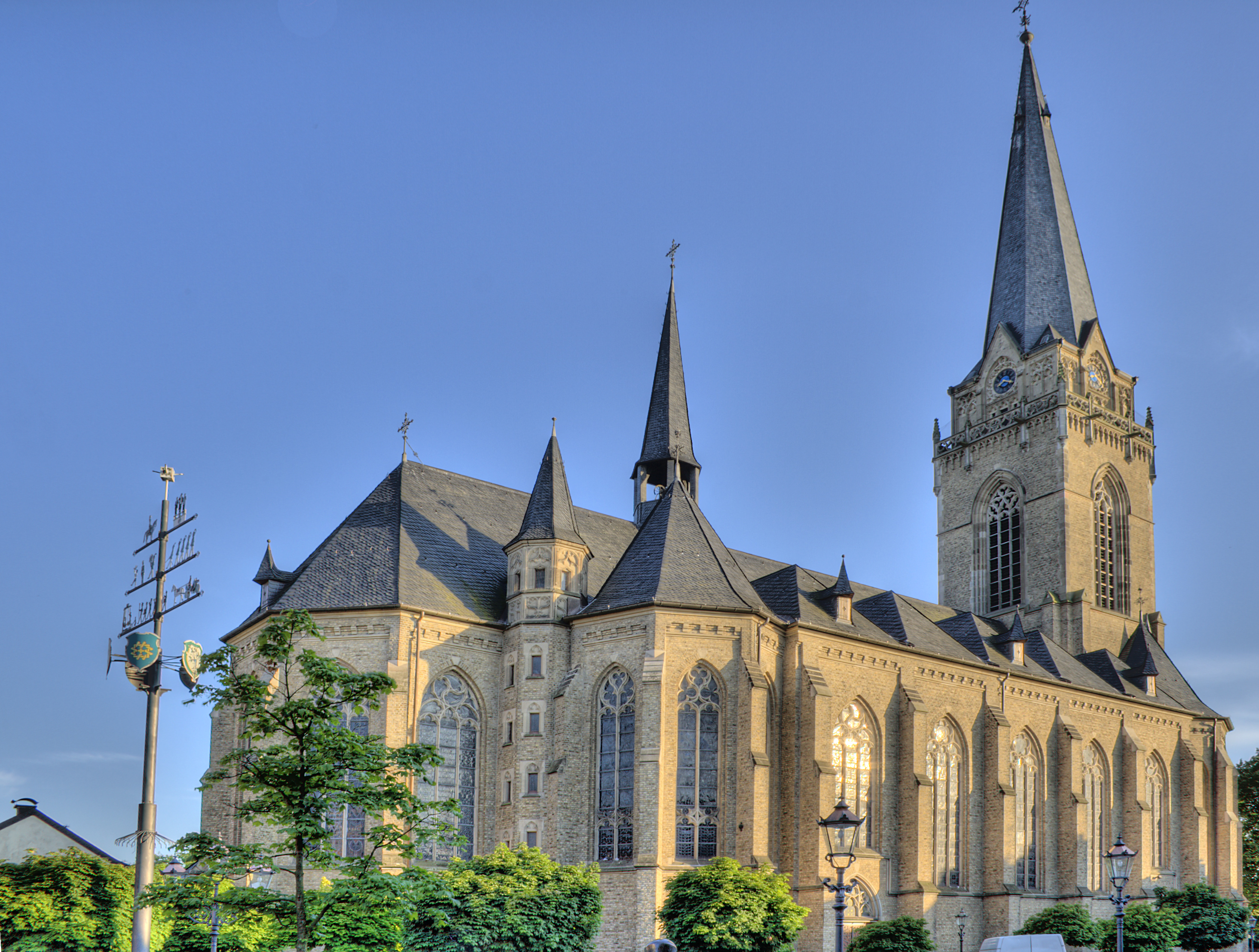

빌리히(Willich, 독일어 발음: [ˈvˈlɛç])는 독일 노르트라인베스트팔렌주 비어센 지역에 있는 도시이다. 뒤셀도르프에서 서쪽으로 20km, 묀헨글라트바흐에서 북쪽으로 14km, 크레펠트에서 남쪽으로 10km, 네덜란드 국경에서 동쪽으로 약 30km, 루르몬트에서 동쪽으로 45km 떨어져 있다.

## 역사
이 마을은 프랑스 혁명 전쟁 전까지 쾰른 선거구에 속해 있었다. 1794년에는 프랑스군이 라인강 좌안을 점령했다. 프랑스는 나중에(1797/1801) 이 영토를 합병하여 1814년까지 유지했다. 워털루 전투(1815년 6월) 이후 빈 회의가 열렸고 마을은 프로이센 왕국에 함락되었다.

## 자매 도시
- 프랑스 린셀
- 일본 마루가메시
- 라트비아 스밀테네시
- 부르키나파소 조고레